# Андреасян, Арман
Арман Андреасян (арм. Արման Անդրեասյան, 27 декабря 1999) — армянский борец вольного стиля, чемпион Европы 2024 года, бронзовый призёр чемпионата мира 2023 года, трёхкратный призёр чемпионатов Европы, призёр Кубка мира 2020 года.

## Биография
Родился в 1999 году. В 2016 году стал чемпионом Европы среди кадетов.
На Кубке мира 2020 года в Белграде, в весовой категории до 70 кг Арман стал обладателем бронзовой медали.
В Варшаве, на чемпионате Европы 2021 года, армянский спортсмен в весовой категории до 70 кг, стал бронзовым призёром чемпионата Европы.
На чемпионате Европы 2022 года в Будапеште завоевал серебряную медаль в весовой категории до 70 кг, уступив в финале грузинскому борцу Зурабу Якобишвили.
На чемпионате мира 2023 года в Белграде стал бронзовым призёром в весовой категории до 70 кг.
На чемпионате Европы 2024 года в Бухаресте завоевал золотую медаль в весовой категории до 70 кг, победив в финале грузинского борца Акаки Кемертелидзе.
В апреле 2025 года на чемпионате Европы в Братиславе в весовой категории до 70 кг завоевал серебряную медаль. В финальной схватке уступил сопернику из России Давиду Баеву.